# 维特里勒弗朗索瓦站
维特里勒弗朗索瓦站，是法国的一个铁路车站，位于法国城市维特里勒弗朗索瓦。

## 位置
维特里勒弗朗索瓦站位于该市市区的南部。车站大致呈东西走向，开口朝北。

## 设施
维特里勒弗朗索瓦站设有人工售票窗口，其开放时间如下：
- 周一至五：6:05~12:45和13:05~20:00
- 周日及节假日：13:05~20:00

此外，维特里勒弗朗索瓦站还设有自动售票机等设施。

## 停靠线路
以下列车线路在维特里勒弗朗索瓦站停靠：
| 维特里勒弗朗索瓦站列车线路表       |      |          |          |              |
| 线路                               | 车种 | 上一站   | 下一站   | 大致运行频率 |
| 巴黎—巴勒迪克                      | TGV  | 香槟沙隆 | 巴勒迪克 | 每天1~2趟    |
| 巴黎—巴勒迪克                      | TER  | 香槟沙隆 | 巴勒迪克 | 每天4趟左右  |
| 巴黎—圣迪济耶                      | TER  | 香槟沙隆 | 圣迪济耶 | 每天4趟左右  |
| 香槟-阿登TGV/兰斯—圣迪济耶         | TER  | 香槟沙隆 | 圣迪济耶 | 每天1趟      |
| 兰斯/香槟沙隆—屈尔蒙-沙朗德雷/第戎 | TER  | 香槟沙隆 | 圣迪济耶 | 每天5趟左右  |
| 兰斯/香槟沙隆—南锡/吕内维尔        | TER  | 香槟沙隆 | 勒维尼   | 每天1~3趟    |
| 埃佩尔奈—梅斯                      | TER  | 香槟沙隆 | 勒维尼   | 每天1趟      |
| 1.                                 |      |          |          |              |

## 配套交通

### 长途客车
| 停靠站的大巴车         |                               |                                                                                     |
| 上下车地点             | 运营单位                      | 主要目的地                                                                          |
| Quai du Canal          | Flixbus                       | - 770线（周四至日运行）：图尔宽、里尔、努瓦耶勒戈多、圣康坦、兰斯、南锡、斯特拉斯堡 |
| 维特里勒弗朗索瓦站门口 | 马恩省城际客运 Marne Mobilité | - 145线：德鲁伊、松日、维特里城、香槟沙隆 - 170线：索河畔帕尔尼、塞迈兹莱班         |
| 维特里勒弗朗索瓦站门口 | SNCF Car TER                  | （当某条铁路线施工或罢工时，SNCF可能也会提供途径该线路沿途站点的大巴车）            |
| 1. 2. 3. 4. 5.         |                               |                                                                                     |

### 市内交通
| 维特里勒弗朗索瓦站附近的市内公共交通线路 |                        |                                                     |
| 公交车站名称                             | 位置                   | 停靠线路                                            |
| Gare 火车站                              | 维特里勒弗朗索瓦站门口 | 维特里勒弗朗索瓦城市摆渡公交 （页面存档备份，存于） |
| 1.                                       |                        |                                                     |

### 社会车辆
维特里勒弗朗索瓦站门口设有社会车辆停车场。

## 临近车站
| 维特里勒弗朗索瓦站（Gare de Vitry-le-François） |                      |                                       |
| 上行车站                                        | 线路                 | 下行车站                              |
| 香槟沙隆站                                      | 巴黎－斯特拉斯堡铁路 | ↗（正线）勒维尼站 ↘（支线）圣迪济耶站 |
| - 本表仅显示运营中的线路及车站                  |                      |                                       |